# Meliaba pelopsalis
Meliaba pelopsalis är en fjärilsart som beskrevs av Walker 1858. Meliaba pelopsalis ingår i släktet Meliaba och familjen nattflyn. Inga underarter finns listade i Catalogue of Life.